# PKP TKbb sorozat
Az PKP TKbb sorozat Lengyelországban gyártott tűznélküli gőzmozdony. 1954–1956 között 36 darabot gyártott belőle a Fablok, valamint további hét példányt épített a wrocławi ZNTK mozdonygyár.